# Liljak
Liljak (Bulgaars: Лиляк) is een dorp in de gemeente Targovisjte (14 km afstand) in de oblast Targovisjte.

## Bevolking
Op 31 december 2019 telde het dorp Liljak 1.016 inwoners, een halvering vergeleken met 2.078 personen in de telling van 1934. Het dorp heeft een gemengde bevolkingssamenstelling. Van de 1044 inwoners reageerden er 994 op de optionele volkstelling van 2011. De grootste bevolkingsgroep vormden de Bulgaren met 415 personen (42%), op de voet gevolgd door 407 etnische Roma (41%). Verder identificeerden 164 personen zichzelf als Bulgaarse Turken (16%).
Van de 1044 inwoners die in februari 2011 werden geregistreerd, waren er 200 jonger dan 15 jaar oud (19%), 605 inwoners waren tussen de 15-64 jaar oud (58%) en 239 inwoners waren 65 jaar of ouder (23%).